# Ivaldesønnerne
Ivaldesønnerne er tre dværge i nordisk mytologi
De er sønner af dværgfyrsten Ivalde og er eminente smede.
Ifølge Skáldskaparmál og Lokes væddemål med dværgene lavede de ved hjælp af runetrolddom bl.a. Sifs guldhår, galten Gyldenbørste, Frejs skib Skidbladner og Odins spyd Gungner, som Loke på snedig vis brugte til at pirre dværgene Brokk og Sinders faglige forfængelighed.
| Nordisk mytologi | Spire Denne artikel om nordisk religion og mytologi er en spire som bør udbygges. Du er velkommen til at hjælpe Wikipedia ved at udvide den. |